# لیدی پینک
لیدی پینک (انگلیسی: Lady Pink؛ زادهٔ ۱۹۶۴) یک نقاش اهل ایالات متحده آمریکا است.